# Lilyvale (New South Wales)
Lilyvale ist eine Ortschaft im lokalen Verwaltungsgebiet Wollongong City im australischen Bundesstaat New South Wales, südlich von Sydney. Bei der Volkszählung 2021 lebten elf Menschen in Lilyvale.
Der größte Teil der Ortschaft befindet sich heute im Royal-Nationalpark und in der Garawarra State Conservation Area. Das ehemalige Zentrum des Ortes Lilyvale, das früher etwa 200 Einwohner zählte, lag am Lilyvale Bahnhof (1890 bis 1989) an der South Coast Railway zwischen Helensburgh und Otford.

## Geschichte
Die Aborigines, zuletzt die Wodiwodi, lebten einst in diesem Gebiet. Die steilen Schluchten und der Regenwald machten das Gelände schwer zugänglich. Zedernschneider erreichten die Gegend bereits vor der kolonialen Besiedlung. Lilyvale wurde zu einer abgelegenen ländlichen Region im Norden des Bulgo-Tals entlang des Hacking River.

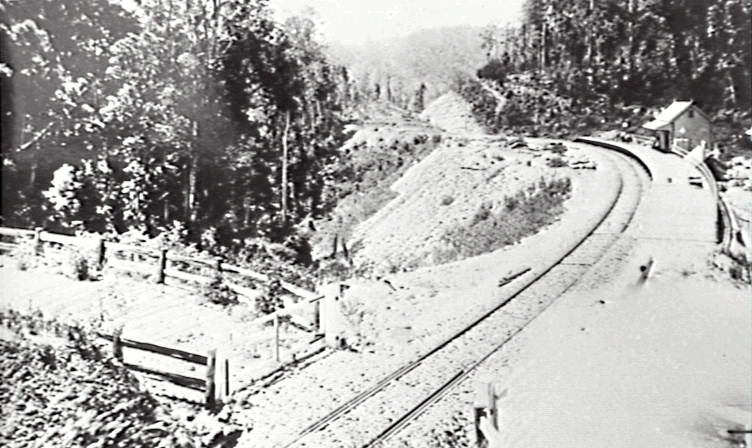
Bahnhof in den 1910er Jahren

Das Dorf entstand 1884 als Lager für den Bau der Eisenbahn und diente anschließend der Metropolitan Colliery, einer Sägewerk-Mühle, die sich an dem heutigen Karingal Flat im Royal National Park befand, mit zugehörigen Gleisanschlüssen, Viehzucht und Obstbauernhöfen. Die Eisenbahnlinie durch Lilyvale wurde 1888 eröffnet, und ein Bahnhof in Lilyvale wurde am 1. Oktober 1889 eingeweiht. Das Metropolitan Hotel lag oberhalb des Bahnhofs. Die Siedlung erstreckte sich oberhalb des Bahnhofs und im Karingal Flat darunter. Das Lilyvale Post Office wurde am 1. Oktober 1898 eröffnet und 1931 wieder geschlossen.
Am 4. Januar 1909 zerstörte ein Waldbrand den größten Teil des Dorfes und viele umliegende Bauernhöfe. Das Dorf und das Gebiet wurden kurzzeitig durch die Verlegung und der Eisenbahnlinie mit zweitem Gleis zwischen 1914 und 1920 revitalisiert. In den 1930er Jahren wurde ein Arbeitslager der Depression betrieben. Der Garawarra Park, ein 526 Hektar großes Stück Kronland östlich des Hacking River, wurde 1934 eingerichtet und 1967 als südliche Erweiterung dem Royal-Nationalpark eingegliedert.

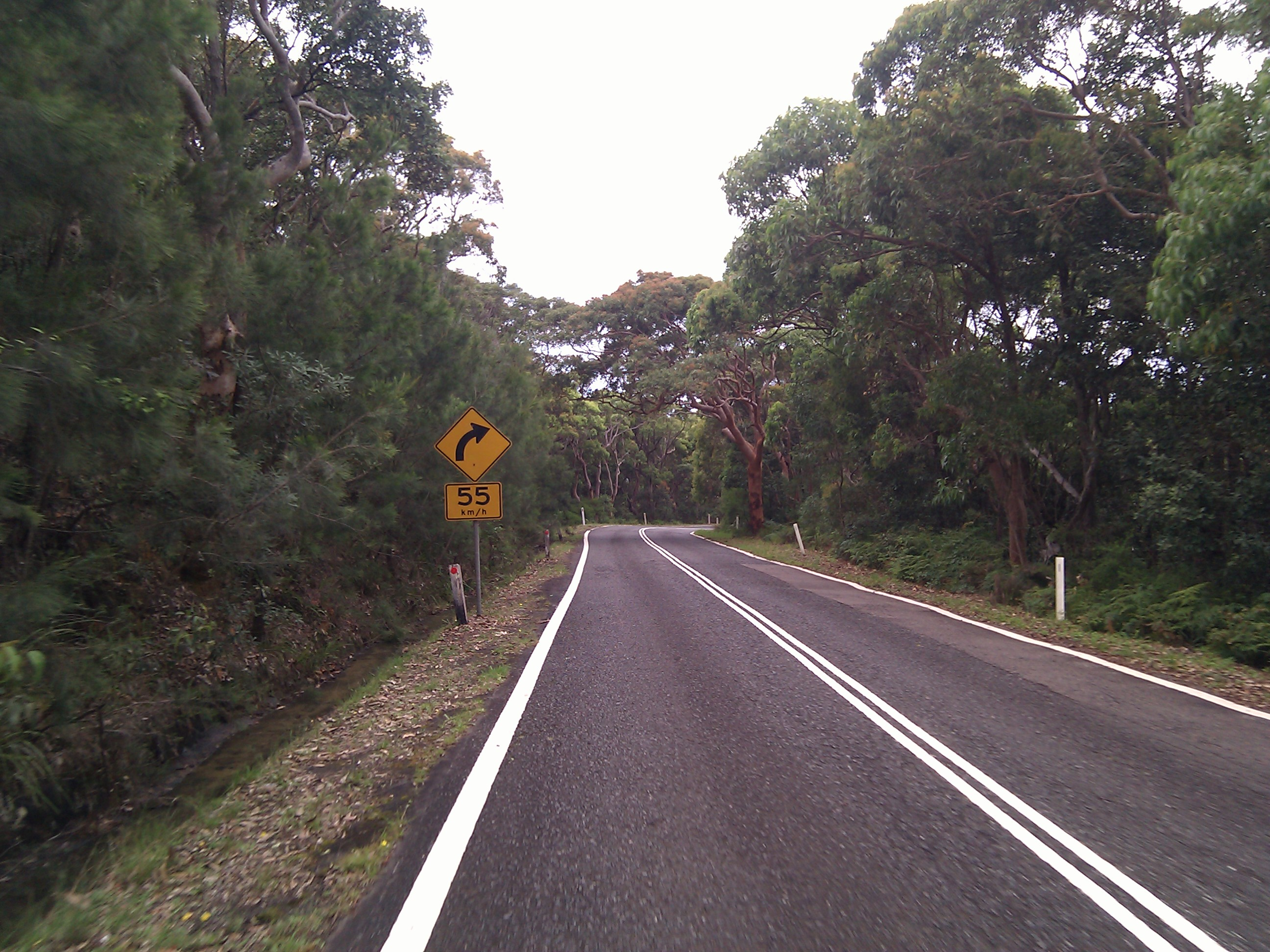
Straße in Lilyvale (2012)

Was vom Dorf Lilyvale und den umliegenden Höfen übrig blieb, wurde 1952 durch ein Waldbrand zerstört. Eine Pilzzucht nutzte die beiden verlassenen Eisenbahntunnel zwischen Lilyvale und Metropolitan Colliery von 1952 bis in die späten 1970er Jahre. Ein Großteil des umliegenden Bergbaugeländes, das einst für Forstwirtschaft und Landwirtschaft genutzt wurde, wurde enteignet und 1987 zum Garawarra State Conservation Area erklärt. Der Bahnhof, die Fußgängerbrücke und die nahegelegene Straßenbrücke über die Eisenbahn wurden 1989 von der staatlichen Eisenbahnbauverwaltung zerstört.